# Wild arc

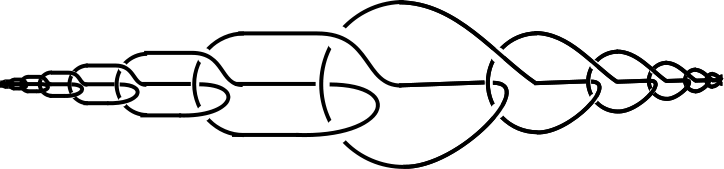
在R^{3}中的Fox-Artin wild弧 。留意這個arc的兩條「尾」各收斂到一點。

幾何拓撲學中，一條wild arc是單位區間到三維空間內的嵌入，令到不與通常的嵌入等價，意思是不存在一個ambient同痕將這條弧變為一條直線段。（弧是從單位區間到拓撲空間的嵌入，即連續單射。）Antoine (1920)發現wild arc的第一個例子，Fox & Artin (1948)發現一個例子，稱為Fox–Artin arc，其補集不是單連通的。